# Djurgården Hockey 1992/1993
Djurgårdens IF spelade i Elitserien i ishockey, vann mot seriesegrarna Västerås IK i kvartsfinalen, åkte ut mot Luleå HF i semifinalen.

## Resultat
Elitserien 
- 24/9	Brynäs IF (b)	1 - 5 (1 - 2, 0 - 2, 0 - 1)
- 27/9	HV71 (h)	5 - 4 (2 - 3, 1 - 0, 2 - 1)
- 1/10	Västerås IK (b)	2 - 2 (0 - 2, 1 - 0, 1 - 0)
- 4/10	Luleå HF (h)	2 - 0 (1 - 0, 0 - 0, 1 - 0)
- 8/10	AIK (b)	3 - 0 (2 - 0, 0 - 0, 1 - 0)
- 11/10	Rögle BK (h)	0 - 2 (0 - 0, 0 - 1, 0 - 1)
- 15/10	Leksands IF (b)	4 - 2 (1 - 0, 2 - 1, 1 - 1)
- 18/10	Frölunda HC (h)	0 - 2 (0 - 0, 0 - 2, 0 - 0)
- 20/10	Brynäs IF (h)	3 - 2 (3 - 1, 0 - 0, 0 - 1)
- 22/10	Malmö Redhawks (h)	3 - 1 (0 - 0, 2 - 0, 1 - 1)
- 25/10	Färjestads BK (b)	2 - 3 (1 - 1, 1 - 1, 0 - 1)
- 27/10	MODO Hockey (h)	3 - 2 (1 - 0, 1 - 0, 1 - 2)
- 1/11	HV71 (b)	4 - 5 (1 - 0, 3 - 2, 0 - 3)
- 5/11	Västerås IK (h)	0 - 0 (0 - 0, 0 - 0, 0 - 0)
- 8/11	Luleå HF (b)	1 - 2 (0 - 2, 1 - 0, 0 - 0)
- 19/11	AIK (h)	4 - 4 (2 - 1, 0 - 1, 2 - 2)
- 22/11	Rögle BK (b)	4 - 3 (2 - 2, 1 - 0, 1 - 1)
- 26/11	Leksands IF (h)	6 - 3 (1 - 1, 3 - 1, 2 - 1)
- 29/11	Frölunda HC (b)	3 - 3 (1 - 2, 1 - 1, 1 - 0)
- 3/12	Malmö Redhawks (b)	1 - 1 (0 - 0, 1 - 0, 0 - 1)
- 6/12	Färjestads BK (h)	2 - 3 (1 - 0, 0 - 1, 1 - 2)
- 10/12	MODO Hockey (b)	2 - 6 (1 - 1, 0 - 2, 1 - 3)
- 7/1	Luleå HF (h)	2 - 2 (0 - 0, 1 - 2, 1 - 0)
- 10/1	Brynäs IF (b)	2 - 2 (1 - 1, 0 - 1, 1 - 0)
- 14/1	HV71 (h)	3 - 4 (2 - 1, 0 - 2, 1 - 1)
- 17/1	Rögle BK (b)	3 - 0 (1 - 0, 2 - 0, 0 - 0)
- 21/1	Färjestads BK (h)	5 - 3 (2 - 2, 2 - 0, 1 - 1)
- 24/1	Västerås IK (b)	3 - 1 (1 - 0, 1 - 1, 1 - 0)
- 28/1	Malmö Redhawks (h)	2 - 2 (0 - 1, 0 - 1, 2 - 0)
- 31/1	Leksands IF (h)	2 - 5 (1 - 2, 0 - 1, 1 - 2)
- 2/2	MODO Hockey (b)	2 - 1 (0 - 0, 2 - 0, 0 - 1)
- 4/2	Luleå HF (b)	2 - 7 (1 - 4, 0 - 0, 1 - 3)
- 6/2	Brynäs IF (h)	2 - 4 (0 - 0, 0 - 3, 2 - 1)
- 18/2	HV71 (b)	3 - 2 (1 - 1, 1 - 1, 1 - 0)
- 21/2	Rögle BK (h)	0 - 1 (0 - 1, 0 - 0, 0 - 0)
- 25/2	Färjestads BK (b)	1 - 7 (0 - 1, 0 - 3, 1 - 3)
- 28/2	Västerås IK (h)	2 - 3 (0 - 2, 2 - 0, 0 - 1)
- 4/3	Malmö Redhawks (b)	2 - 3 (0 - 1, 1 - 1, 1 - 1)
- 7/3	Leksands IF (b)	2 - 6 (1 - 3, 1 - 0, 0 - 3)
- 11/3	MODO Hockey (h)	4 - 2 (2 - 1, 2 - 1, 0 - 0)

Kvartsfinal
- 14/3	Västerås IK (b)	2 - 5 (0 - 2, 2 - 1, 0 - 2)
- 16/3	Västerås IK (h)	3 - 2 (1 - 1, 1 - 0, 1 - 1)
- 18/3	Västerås IK (b)	4 - 0 (1 - 0, 1 - 0, 2 - 0)

Semifinal
- 21/3	Luleå HF (b)	3 - 4 (0 - 1, 1 - 1, 2 - 1, 0 - 1)
- 23/3	Luleå HF (h)	4 - 1 (2 - 0, 0 - 1, 2 - 0)
- 25/3	Luleå HF (b)	3 - 4 (1 - 0, 0 - 2, 2 - 1, 0 - 1)